# Omet
Omet ist eine französische Gemeinde mit 289 Einwohnern (Stand: 1. Januar 2022) im Département Gironde in der Region Nouvelle-Aquitaine (vor 2016 Aquitaine). Sie gehört zum Arrondissement Langon und zum Kanton L’Entre-deux-Mers. Die Einwohner werden Omettons genannt.

## Geographie
Omet liegt zwölf Kilometer nördlich von Langon im Weinbaugebiet Entre deux mers. An der nordwestlichen Gemeindegrenze verläuft das Flüsschen Euille, das hier zum Lac de Laromet aufgestaut wird. Westlich und nördlich der Gemeinde liegt Laroque, weiter nördlich Escoussans, nordöstlich Porte-de-Benauge, östlich Donzac, südlich Loupiac sowie südlich und südwestlich Cadillac.

## Bevölkerungsentwicklung
| Jahr                       | 1962 | 1968 | 1975 | 1982 | 1990 | 1999 | 2008 | 2020 |
| Einwohner                  | 212  | 222  | 164  | 176  | 206  | 226  | 233  | 308  |
| Quellen: Cassini und INSEE |      |      |      |      |      |      |      |      |

## Sehenswürdigkeiten

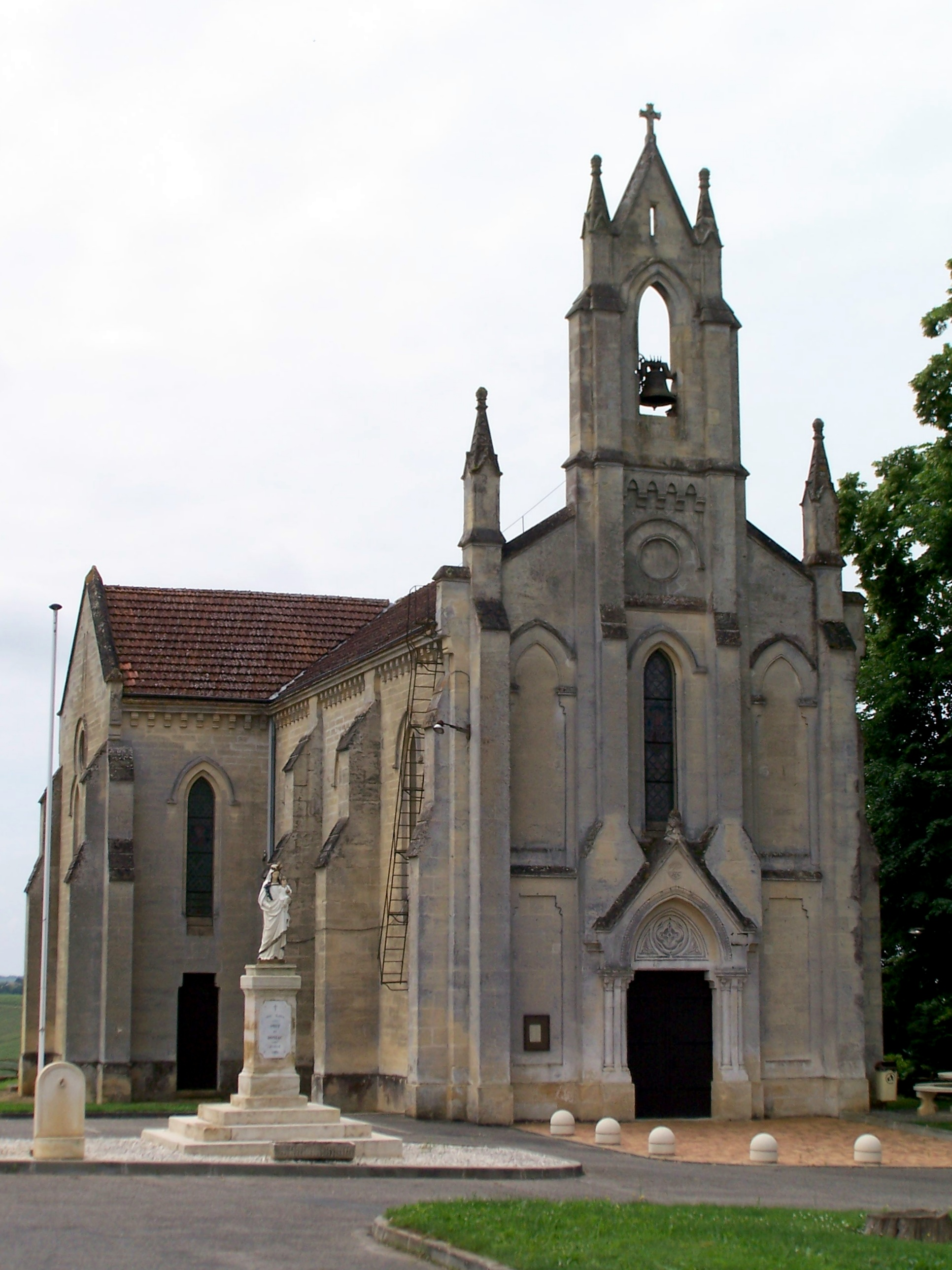
Kirche Saint-Sulpice
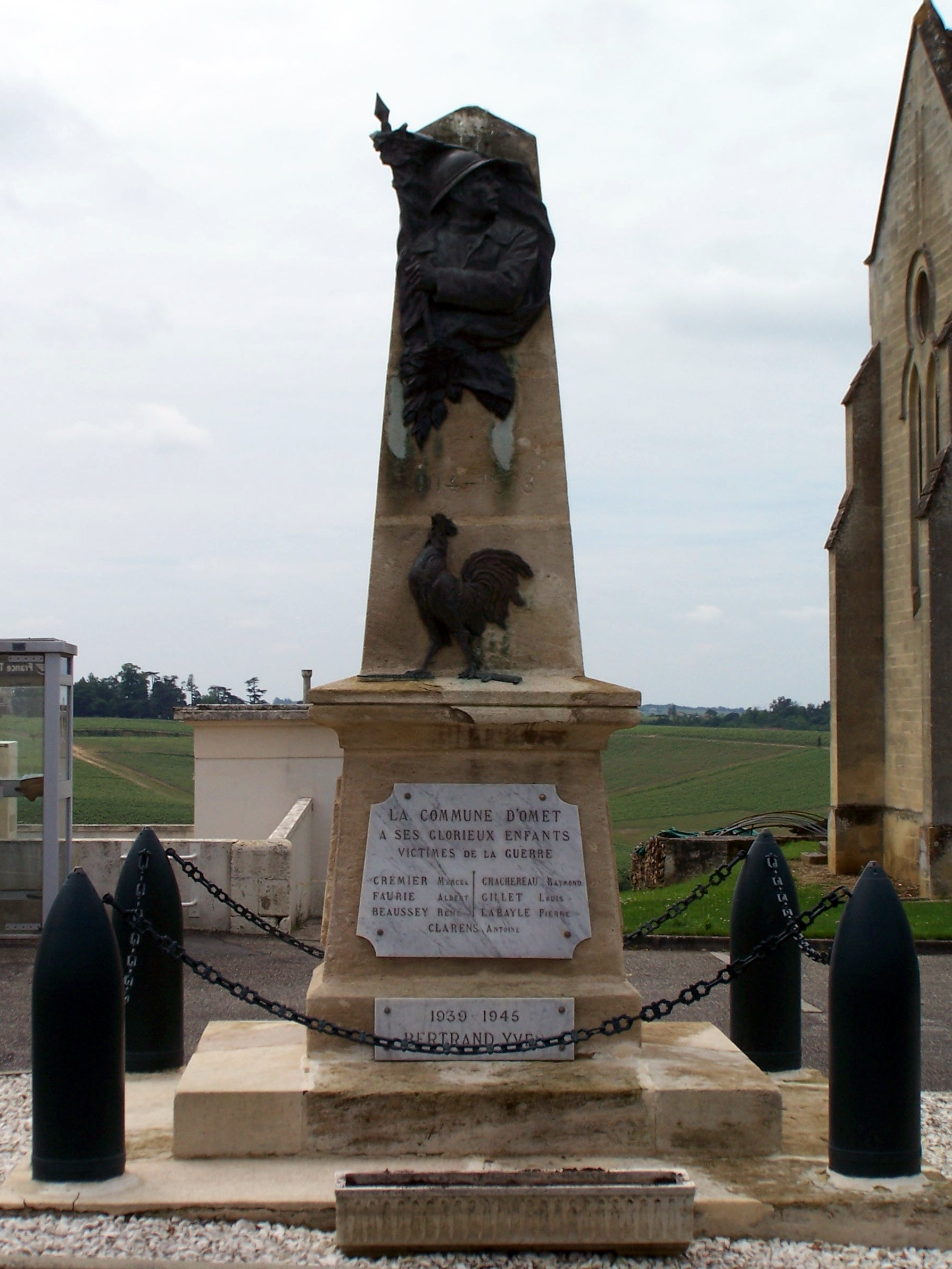
Wasserturm

- Kirche Saint-Sulpice
- Gefallenendenkmal